# 莎红
莎红（1925年11月15日—1985年3月15日），中国当代壮族作家，原名覃振易，出生在广西贵港龙山云角村的一个壮族农家，父亲是不识字的农民，母亲是普通乡村妇女，家境贫寒。
1049年8月，考入广西省立西江文理学院中国文学系学习。1950年底，因家庭生活困难申请退学，并要求参加社会工作。1951年1月调到广西省戏剧改进委员会工作，开始从事文艺创作活动。先后加入了中国作家协会广西分会，中国戏剧家协会广西分会，广西民间文艺研究会。在从事戏曲改革期间，除对壮剧、侗剧进行研究外，也创作彩调剧《王香兰的婚事》，专业和业余剧团都演出过。
这期间，莎红还翻译整理了壮剧《宝葫户》，此剧参加一九五四年全国少数民族戏剧会演。1955年创作小歌剧《一担红薯》(在《广西文艺》发表)。1958年在广西文联开始进行诗歌创作，并对广西少数民族民间文学进行搜集整理。先后在《人民日报》、《人民文学》、《诗刊》、《光明日报》、《民族团结》、《文汇报》、《广西日报》、《广西文艺》等报刊发表短诗100多首。在这期间，还翻译整理了壮族民间长诗《布伯》。这部长诗1959年由广西人民出版社出版。接着又整理瑶族民间长诗《密洛陀》，发表在《民间文学》1955年1期。他在诗歌创作和按集整理少数民族歌谣中，常到民族地区去，与歌手交朋友，从他们的歌里吸取营养。
1952年8月，曾随中国人民赴朝慰问团文工团到朝鲜，回国后写了《阿妈妮》、《怀念》、《珍贵的礼品》等散文。1976年12月，参加《诗刊》在湖南举办的湘、赣、粤、桂、鄂五省(区)诗歌创作学习班。1978年9月，随中国作家学习参观团到华北油田、大庆油田、鞍山等地学习访问，曾写下抒情短诗《天桥赞》、《钻塔白酒赞》等作品。